# Тутунендо
Тутунендо — населённый пункт в департаменте Чоко, на западе Колумбии.
Расположен в муниципалитете Кибдо департамента Чоко. Население — 4022 чел., из них 90 % — негры, 10 % — индейцы. Большинство жителей — молодые люди от 14 до 25 лет. Основа экономики — натуральное сельское хозяйство и лесозаготовка. Традиционной является сфера услуг в области туризма, развит отдых на пляжах, сплав по местным горным рекам, в Тутунендо известны природные ландшафты и водопады .

## Климат
Известен как одно из самых влажных мест на Земле, в среднем за год здесь выпадает 11 394 мм осадков. В 1974 году зарегистрирован абсолютный максимум осадков для нашей планеты — 26 303 мм , по другим данным — 19 443 мм (1981). В отличие от другого самого влажного места на планете — плато Шиллонг, здесь осадки выпадают равномерно в течение года. В январе и феврале ливни менее часты, чем в другие месяцы. В среднем в Тутунендо наблюдается 280 дней с дождём. Свыше двух третей осадков (68 %) выпадает ночью. Средняя относительная влажность — 90 %, а средняя температура составляет +26,4 °C .
Периодически осадки выпадают в виде ливней большой интенсивности, достигая 500 мм за одни сутки , что составляет среднегодовую норму большинства городов в Европе.